# Purple Sage, Wyoming
Purple Sage är en ort (census-designated place) i Sweetwater County i södra Wyoming, med 535 invånare vid 2010 års federala folkräkning.
Orten ligger vid vattendraget Bitter Creek halvvägs mellan städerna Green River och Rock Springs. Den öst-västliga motorvägen Interstate 80 passerar orten och möter här U.S. Route 191 söderut.